# Dolmen de la Maison Trouvée
Le dolmen de la Maison Trouvée (ou Trouée), appelé aussi dolmen de la Ville au Voyer, est un dolmen situé dans la commune déléguée de La Chapelle-Caro (commune de Val-d'Oust), dans le Morbihan en Bretagne.

## Historique
Le dolmen est mentionné dès le début du XIXe siècle (abbé Mahé en 1825, Cayot-Delandre en 1847, Rozensweig en 1863) sous les dénominations de Maison Trouée ou Maison Trouvée. L'édifice fait l’objet d’un classement au titre des monuments historiques depuis le 28 août 1934.

## Description
Selon Jean L'Helgouach, l'architecture du dolmen correspond à celle d'un dolmen angevin. Le dolmen est sensiblement orienté est/ouest. Il est enserré dans un tertre circulaire d'environ un mètre de hauteur délimité par un péristalithe peu régulier d'une douzaine de mètres de diamètre constitué de blocs de quartz. La chambre sépulcrale est de forme rectangulaire, elle mesure 4,30 m de long sur 2 m de large. Tous les orthostates délimitant la chambre sont doublés. Ils supportent une monumentale table de couverture de 5,90 m de long sur 2,66 m de large et épaisse de 0,50 m. Le couloir d'accès à la chambre mesure 1 m de large. Il est délimité par deux petites dalles dont l'une comporte une feuillure suggérant l'existence antérieure d'une porte. Toutes les dalles du dolmen sont en schiste pourpre.

## Folklore
Selon une légende, le monument était le repère d'êtres surnaturels appelés Folliards qui avaient l'habitude de se substituer aux nouveau-nés dans leur berceau. Pour s'en protéger, il fallait jeter neuf belles pommes rouges dans un chaudron d'eau bouillante et les Folliards rentraient chez eux.